# Манітувадж
Манітувадж — містечко в канадській провінції Онтаріо. Розташоване в районі Тандер-Бей, на північному кінці шосе 614, за 331 км на схід від Тандер-Бей і за 378 км на північний захід від Су-Сент-Марі.
Згідно з переписом населення 2021 року, проведеним Статистичним управлінням Канади, населення Манітуваджа становило 1974 особи, які проживали в 920 із 1059 приватних осель, що на 1,9% більше, ніж у 2016 році, коли населення було 1937. З площею 352,17 км² у 2021 році щільність населення становила 5,6/км² .